# Макнелли, Терренс
Терренс Макнелли (англ. Terrence McNally; 3 ноября 1938, Сент-Питерсберг, Флорида — 24 марта 2020, Сарасота, Флорида) — американский драматург, либреттист и сценарист.
Известен как «бард американского театра» и «один из величайших современных драматургов, которых до сих пор создавал мир театра» . Лауреат премии Тони за заслуги (2019) и премии гильдии драматургов (2019). С 2018 — член Американской академии искусств и литературы, что является высшим признанием художественных достижений в США. В 1996 году был включён в Зал славы американского театра.
Карьера Макнелли длилась шесть десятилетий; его пьесы, мюзиклы и оперы регулярно исполнялись по всему миру. На Бродвее, он был одним из немногих драматургов своего поколения, которые успешно прошли от авангарда до признания в мейнстриме. Его работы были сосредоточены на проблемах отношений между людьми. Для Макнелли самой важной функцией театра было укрепление сообщества и преодоление различий между людьми в религии, расе и сексуальной ориентации.
Кроме пьес и мюзиклов, написал две оперы, несколько киносценариев и телепьес.

## Личная жизнь
Макнелли был открытым геем. Много лет прожил в однополом браке с известным театральным продюсером Томом Кирдахи.